# Llum ultraviolada de buit
La llum ultraviolada de buit (LUB) és la longitud d'ona més curta de la llum ultraviolada. En un estudi publicat el 2014, un equip d'investigadors basat als Estats Units descobrí que la LUB pot trencar els àtoms de diòxid de carboni (CO₂) en carboni elemental (C) i oxigen diatòmic (O₂). Anteriorment es creia que la llum ultraviolada només podia escindir el (CO₂) en monòxid de carboni (CO) i oxigen monoatòmic (O). S'ha proposat que la llum ultraviolada del Sol i altres estrelles podria haver produït oxigen a l'atmosfera de planetes rics en CO₂ abans de l'evolució d'organismes fotosintètics. Igual que els altres tipus de llum ultraviolada, la LUB és nociva per als éssers vius.